# 守田道隆
守田 道隆（もりた みちたか、1898年（明治31年）7月3日 - 1970年（昭和45年）11月26日）は、公選初代の福岡県八幡市長。八幡製鐵所職員。

## 経歴
鳥取県鳥取市長谷で生まれる。第五高等学校を経て1925年（大正14年）、京都帝国大学工学部土木科を卒業し、同年に東京市吏員となる。1929年（昭和4年）に当時の図師兼弐市長に招聘される形で八幡市に入り土木課長に就任、製鉄事業の副産物として産出されるセメントを利用する形で小学校の校舎を鉄筋コンクリート造りに改築し、黒崎駅前の区画整理事業にも携わった。その後、長野県道路課長を経て1942年（昭和17年）に日本製鐵へ入社し土木部長・工務部長を歴任。
1947年（昭和22年）に公選初代の八幡市長に選出、3期12年にわたり務める。市長在任中は北九州地域一帯でとりわけ戦災の被害が甚大だった市内の復興に尽力し、八幡駅の移設並びに一帯の区画整理を中心とした都市計画の実施・幼稚園に地区公民館を併設する「八幡方式」の実施、八幡市立診療所の市立病院（現北九州市立八幡病院）への拡充、八幡美術工芸館（現北九州市立美術館）の開館など、製鉄城下町と言われた八幡市にあって民生面での充実に力を尽くした。
その他、全国公民館連合会長、九州公民館連合会長、福岡県公民館連合会長等を兼ねた。